# Daniel Rechberger
Daniel Rechberger (* 29. September 1995 in Wien) ist ein österreichischer Fußballspieler.

## Karriere
Rechberger begann seine Karriere beim SK Rapid Wien, bei dem er später auch in der Akademie spielte. Im August 2013 debütierte er für die Amateure von Rapid in der Regionalliga, als er am ersten Spieltag der Saison 2013/14 gegen den SC Wiener Viktoria in der 85. Minute für Marvin Egho eingewechselt wurde.
Im Sommer 2014 wurde er an die Amateure des Wolfsberger AC verliehen. Für WAC II absolvierte er in der Saison 2014/15 24 Spiele, in denen er einen Treffer erzielte. Zur Saison 2015/16 schloss er sich der SPG FC Pasching/LASK Juniors an. Für die Spielgemeinschaft kam er auf 26 torlose Einsätze.
Im Sommer 2016 wechselte er zum viertklassigen ASKÖ Oedt. Diesen verließ er jedoch bereits nach einem halben Jahr wieder, woraufhin er zu den Amateuren des SKN St. Pölten wechselte. Auch bei diesen blieb er nur ein Halbjahr.
Nachdem er zunächst vereinslos gewesen war, wechselte Rechberger im Jänner 2018 zum Zweitligisten Floridsdorfer AC, bei dem er einen bis Juni 2018 laufenden Vertrag erhielt. Sein Debüt in der zweiten Liga gab er im März 2018, als er am 24. Spieltag der Saison 2017/18 gegen den FC Liefering in der 63. Minute für Robert Völkl eingewechselt wurde.
Zur Saison 2018/19 wechselte er nach Deutschland zum Regionalligisten FC Rot-Weiß Erfurt. In seiner ersten Saison bei Erfurt kam er zu neun Einsätzen in der Regionalliga. In der Saison 2019/20 kam er nicht mehr zum Einsatz. Im Jänner 2020 musste Erfurt den Spielbetrieb einstellen und Rechberger verließ den Verein. Daraufhin wechselte er zum Ligakonkurrenten VSG Altglienicke. Ohne Regionalligaeinsatz für den Verein verließ er Altglienicke nach der Saison 2019/20.
Nach einer Spielzeit ohne Verein kehrte Rechberger zur Saison 2021/22 zum FAC zurück, bei dem er einen bis Juni 2022 laufenden Vertrag erhielt. Für den FAC kam er zu 27 weiteren Zweitligaeinsätzen. Nach einer Spielzeit verließ er die Wiener wieder. Nach einem Halbjahr ohne Klub wechselte er im Jänner 2023 zum siebtklassigen USC Mank.